# Briza marcowiczii
Briza marcowiczii là một loài thực vật có hoa trong họ Hòa thảo. Loài này được Woronow mô tả khoa học đầu tiên năm 1908.